# 军中圣母无染原罪堂
军中圣母无染原罪堂（葡萄牙語：Igreja de Nossa Senhora da Conceição dos Militares）是一座建于18世纪的罗马天主教教堂，位于巴西伯南布哥州累西腓历史中心的 Rua Nova，属于天主教奥林达暨累西腓总教区。1941年9月25日，该堂和总主教的夏宫被国家历史与艺术协会列为历史建筑。现在对公众开放。

## 历史
累西腓步兵团于18世纪初组织了军中圣母无染原罪兄弟会。1725年3月19日，他们获准一座供奉圣母无染原罪的教堂。1771年完工。
该堂的外立面颇为简朴，与内部装饰华丽的巴洛克风格形成鲜明对比。
教堂的画作具有一些该时期教会非典型和可能禁止的元素，包括圣母玛利亚胸前的耶稣基督的“何蒙库鲁兹”。唱经楼有一幅描绘第二次瓜拉拉佩斯战役的画作。它受何塞·塞萨尔·德梅内塞斯（José César de Meneses）总督的委托，由若昂·德乌斯·塞普尔韦达（João de Deus Sepúlveda）所作。中心的圣母像是何塞·拉贝洛·贡萨尔维斯（José Rabelo Gonçalves）的作品。